# 黄亦纯
黄亦纯（1945年4月—2024年5月3日），女，湖南湘乡人，中华人民共和国政治人物，曾任中共甘肃省委常委、统战部部长，甘肃省政协副主席，第十届全国政协委员。